# Norman Wisdom
Norman Joseph Wisdom (Londres, 4 de febrero de 1915 - Isla de Man, 4 de octubre de 2010) fue un actor cómico británico.

## Biografía
Hijo de una familia desestructurada, vivió con su padre desde niño, pasando penalidades en la infancia que le llevaron a tener que robar en ocasiones para poder comer. Comenzó trabajar a los trece años y se empezó a interesar por el mundo de la interpretación durante su estancia en el ejército en la Segunda Guerra Mundial, animado por el actor Rex Harrison. Inició su andadura en 1946, como acompañante de un mago, y pocos años después se convirtió en una destacada figura de la televisión británica. Destacó en la década de 1950 y 1960 por su personaje Norman Pitkin en películas como  "Esta perra vida", "Zafarrancho en la marina", "Espía a la fuerza" y "Pájaro mañanero". Charles Chaplin lo consideró como su "payaso favorito".
Curiosamente tuvo mucho éxito en Albania durante la dictadura de Enver Hoxha, pues sus películas eran las únicas occidentales que se emitían allí. Visitó el país en 1995 y se sorprendió de su popularidad, contando entre sus incondicionales con el presidente albanés de la época, Sali Berisha. En 2000 Norman Wisdom fue nombrado oficial de la Orden del Imperio Británico. Falleció el 4 de octubre de 2010 a la edad de 95 años.

## Filmografía (Selección)

### Películas
| Año  | Título                          | Título original                | Personaje      | Notas                                  |
| ---- | ------------------------------- | ------------------------------ | -------------- | -------------------------------------- |
| 1968 | La noche del escándalo Minsky's | The Night They Raided Minsky's | Chick Williams |                                        |
| 1965 | Pájaro mañanero                 | The Early Bird                 | Norman Pitkin  | Primera aparición en película de color |
| 1963 | El abombado                     | A Stitch in Time               | Norman Pitkin  |                                        |
| 1957 | Norman el recluta               | Just My Luck                   | Norman Hackett |                                        |
| 1953 | Trouble in Store                | Trouble in Store               | Norman         |                                        |

### Series
| Año       | Título                  | Título original         | Personaje | Notas        |
| --------- | ----------------------- | ----------------------- | --------- | ------------ |
| 1973      | Nobody is Norman Wisdom | Nobody is Norman Wisdom | Norman    | 6 episodios  |
| 1974–1976 | A Little Bit of Wisdom  | A Little Bit of Wisdom  | Norman    | 20 episodios |